# Анна фон Брауншвайг-Грубенхаген
Анна фон Брауншвайг-Грубенхаген-Айнбек (на немски: Anna von Braunschweig-Grubenhagen-Einbeck; * 1414, † 4 април 1474, Нанхофен) от род Велфи (Стар Дом Брауншвайг), е херцогиня от Брауншвайг-Грубенхаген-Айнбек и чрез женитби херцогиня на Бавария-Мюнхен и на Брауншвайг-Каленберг-Гьотинген.

## Биография
Дъщеря е на херцог Ерих I фон Брауншвайг-Грубенхаген-Айнбек (1383 – 1427) и съпругата му Елизабет фон Брауншвайг-Гьотинген (1390 – 1444), дъщеря на херцог Ото I фон Брауншвайг-Гьотинген.
Анна се омъжва на 6 ноември 1436 г. в Мюнхен за Албрехт III (1401 – 1460) от фамилията Вителсбахи, от 1438 г. херцог на Бавария-Мюнхен. Те имат 10 деца:
- Йохан IV (1437 – 1463), херцог на Бавария-Мюнхен
- Ернст (1438 – 1460)
- Зигмунд (1439 – 1501)
- Албрехт (1440 – 1445)
- Маргарета (1442 – 1479)

∞ 1463 маркграф Фридрих I от Мантуа от Дом Гонзага (1441 – 1484)
- Елизабет (1443 – 1484)

∞ 1460 курфюрст Ернст I от Саксония (1441 – 1486)
- Албрехт IV (1447 – 1508)

∞ ерцхерцогиня Кунигунда Австрийска (1465 – 1520)
- Христоф (1449 – 1493)
- Волфганг (1451 – 1514)
- Барбара (1454 – 1472), монахиня в Мюнхен

Втори път Анна се омъжва за Фридрих III фон Брауншвайг-Каленберг-Гьотинген (1424 – 1495) от род Велфи. Бракът е бездетен.